# Cross-country na Zimowych Światowych Wojskowych Igrzyskach Sportowych 2017 – bieg indywidualny mężczyzn

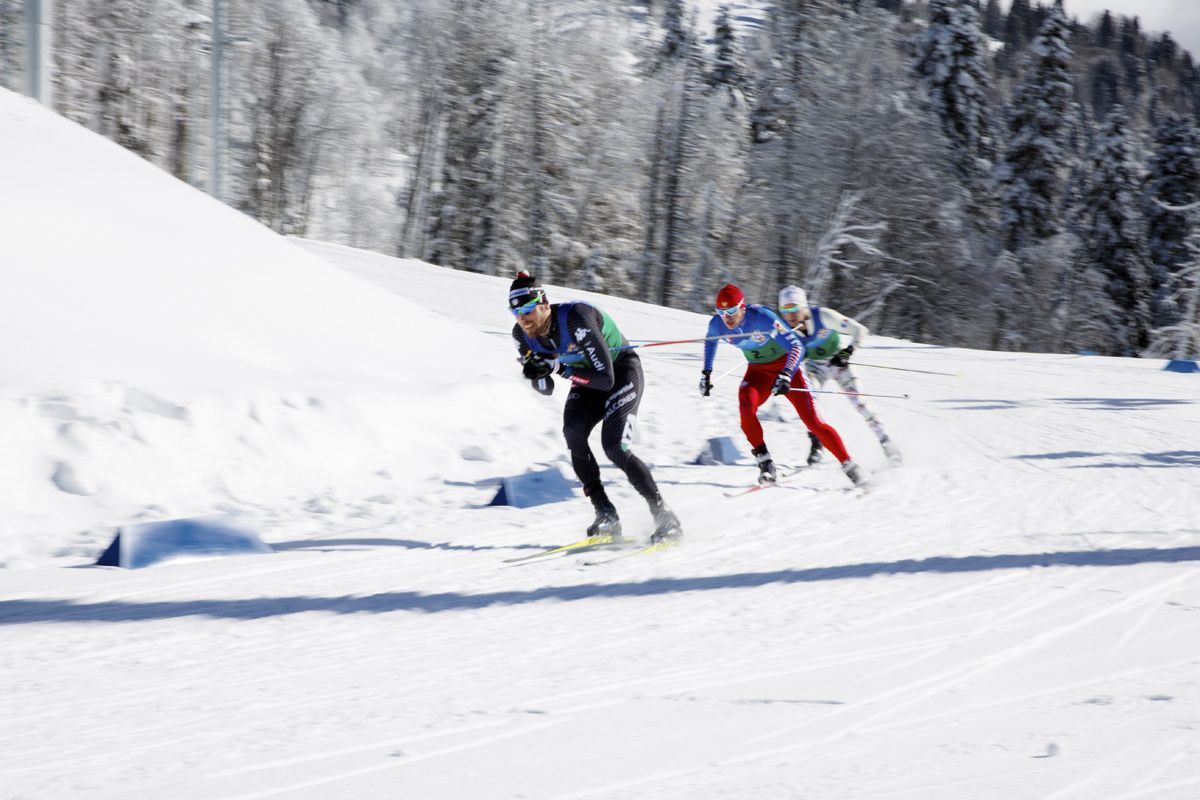
Łaura 2017. Trasa narciarsko-biathlonowa.

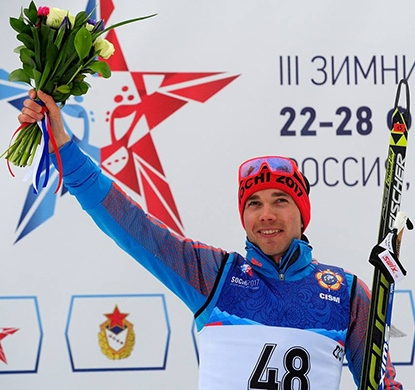
Soczi 2017. Rosjanin Aleksiej Czerwotkin złoty medalista w biegu indyw. na 15 km.

Cross-country na 3. Zimowych Światowych Wojskowych Igrzyskach Sportowych – indywidualny bieg narciarski mężczyzn jedna z zimowych konkurencji rozgrywana podczas igrzysk wojskowych w ramach cross-country, która odbyła się w dniu 24 lutego 2017  na terenie kompleksu narciarsko-biathlonowego „Łaura” w Soczi. Zawodnicy mieli do przebiegnięcia 15 kilometrów techniką dowolną.

## Terminarz
Konkurencja rozpoczęła się w dniu 24 lutego o godzinie 9:30 (czasu miejscowego). Bieg mężczyzn odbywał się na dystansie 15 km, równolegle z narciarskim biegiem kobiet na 10 km.
| Harmonogram przebiegu konkurencji | Harmonogram przebiegu konkurencji | Harmonogram przebiegu konkurencji | Harmonogram przebiegu konkurencji |
| Data                              | Godzina rozpoczęcia               | Godzina rozpoczęcia               | Wydarzenie                        |
| Data                              | (UTC+03:00)                       | CET                               | Wydarzenie                        |
| --------------------------------- | --------------------------------- | --------------------------------- | --------------------------------- |
| 24 lutego 2017(dts)               | 10:30                             | 13:30                             | Finał                             |

## Uczestnicy
W zawodach indywidualnych mężczyzn do cross-country zgłoszonych zostało 48 zawodników, ostatecznie wystartowało 46 z 18 państw. Drużyny narodowe mogły być reprezentowane przez nie więcej niż 4 zawodników. Drużyna aby być sklasyfikowana w zawodach drużynowych musiała liczyć minimum 3 zawodników (4 zawodnik był traktowany jako rezerwowy). 

- Armenia (1)
- Austria (4)
- Bośnia i Hercegowina (2)
- Bułgaria (3)
- Chiny (4)
- Francja (3)
- Finlandia (3)
- Hiszpania (1)
- Korea Południowa (2)
- Liban (3)
- Macedonia Północna (1)
- Mongolia (1)
- Niemcy (2)
- Rosja (4)
- Serbia (2)
- Słowenia (2)
- Szwajcaria (4)
- Włochy (2)

## Medaliści
| Złoto                       | Srebro                     | Brąz                    |
| Rosja · Aleksiej Czerwotkin | Francja · Damien Tarantola | Francja · Paul Goalabre |

## Wyniki
| Klasyfikacja cross-country mężczyzn – bieg indywidualny dystans 15 km | Klasyfikacja cross-country mężczyzn – bieg indywidualny dystans 15 km | Klasyfikacja cross-country mężczyzn – bieg indywidualny dystans 15 km | Klasyfikacja cross-country mężczyzn – bieg indywidualny dystans 15 km | Klasyfikacja cross-country mężczyzn – bieg indywidualny dystans 15 km | Klasyfikacja cross-country mężczyzn – bieg indywidualny dystans 15 km |
| Miejsce                                                               | Zawodnicy                                                             | Reprezentacja                                                         | Czas                                                                  | Strata                                                                | Uwagi                                                                 |
| --------------------------------------------------------------------- | --------------------------------------------------------------------- | --------------------------------------------------------------------- | --------------------------------------------------------------------- | --------------------------------------------------------------------- | --------------------------------------------------------------------- |
| 01 !                                                                  | Aleksiej Czerwotkin                                                   | Rosja                                                                 | 34:41,2                                                               | ——                                                                    |                                                                       |
| 02 !                                                                  | Damien Tarantola                                                      | Francja                                                               | 34:52,2                                                               | +11,0                                                                 |                                                                       |
| 03 !                                                                  | Paul Goalabre                                                         | Francja                                                               | 35:08,5                                                               | +27,3                                                                 |                                                                       |
| 4                                                                     | Dienis Spicow                                                         | Rosja                                                                 | 35:10,7                                                               | +29,5                                                                 |                                                                       |
| 5                                                                     | Kusti Kittilä                                                         | Finlandia                                                             | 35:29,3                                                               | +48,1                                                                 |                                                                       |
| 6                                                                     | Clement Arnault                                                       | Francja                                                               | 35:38,4                                                               | +57,2                                                                 |                                                                       |
| 7                                                                     | Weselin Cinzow                                                        | Bułgaria                                                              | 35:47.8                                                               | +1:06,6                                                               |                                                                       |
| 8                                                                     | Artiom Malcew                                                         | Rosja                                                                 | 35:48,9                                                               | +1:07,7                                                               |                                                                       |
| 9                                                                     | Juho Mikkonen                                                         | Finlandia                                                             | 35:57,0                                                               | +1:15,8                                                               |                                                                       |
| 10                                                                    | Fabio Pasini                                                          | Włochy                                                                | 36:06,1                                                               | +1:24,9                                                               |                                                                       |
| 11                                                                    | Giorgio Di Centa                                                      | Włochy                                                                | 36:28,0                                                               | +1:46,8                                                               |                                                                       |
| 12                                                                    | Beda Klee                                                             | Szwajcaria                                                            | 36:34,0                                                               | +1:52,8                                                               |                                                                       |
| 13                                                                    | Teemu Härkönen                                                        | Finlandia                                                             | 36:46,2                                                               | +2:05,0                                                               |                                                                       |
| 14                                                                    | Marino Capelli                                                        | Szwajcaria                                                            | 36:54,2                                                               | +2:13,0                                                               |                                                                       |
| 15                                                                    | Tobias Riedlsperger                                                   | Austria                                                               | 37:06,5                                                               | +2:25,3                                                               |                                                                       |
| 16                                                                    | Cédric Steiner                                                        | Szwajcaria                                                            | 37:24.8                                                               | +2:43,6                                                               |                                                                       |
| 17                                                                    | Nikołaj Moriłow                                                       | Rosja                                                                 | 37:42.6                                                               | +3:01,4                                                               |                                                                       |
| 18                                                                    | Fredrik Muehlbacher                                                   | Austria                                                               | 37:58,8                                                               | +3:17,6                                                               |                                                                       |
| 19                                                                    | Gian Flurin Pfseffli                                                  | Szwajcaria                                                            | 38:45,6                                                               | +4:04,4                                                               |                                                                       |
| 20                                                                    | Lauri Lepisto                                                         | Finlandia                                                             | 38:49,2                                                               | +4:08,0                                                               |                                                                       |
| 21                                                                    | Park Sang-yong                                                        | Korea Południowa                                                      | 39:13,1                                                               | +4:31,9                                                               |                                                                       |
| 22                                                                    | Simon Kugler                                                          | Austria                                                               | 39:22,6                                                               | +4:41,4                                                               |                                                                       |
| 23                                                                    | Markus Weeger                                                         | Niemcy                                                                | 39:32,2                                                               | +4:51,0                                                               |                                                                       |
| 24                                                                    | Tadewos Poghosjan                                                     | Armenia                                                               | 39:39,6                                                               | +4:58,4                                                               |                                                                       |
| 25                                                                    | Benjamin Moser                                                        | Austria                                                               | 39:45,3                                                               | +5:04,1                                                               |                                                                       |
| 26                                                                    | Stefan Lopatic                                                        | Bośnia i Hercegowina                                                  | 40:08,2                                                               | +5:27,0                                                               |                                                                       |
| 27                                                                    | Jeong Jong-won                                                        | Korea Południowa                                                      | 40:12,2                                                               | +5:31,0                                                               |                                                                       |
| 28                                                                    | Dejan Krsmanovic                                                      | Serbia                                                                | 40:30,2                                                               | +5:49.0                                                               |                                                                       |
| 29                                                                    | Tomaž Žemva                                                           | Słowenia                                                              | 42:55,6                                                               | +8:14,4                                                               |                                                                       |
| 30                                                                    | Geng Youwei                                                           | Chiny                                                                 | 43:21,9                                                               | +8:40,7                                                               |                                                                       |
| 31                                                                    | Sergio Gimeno                                                         | Hiszpania                                                             | 43:43,2                                                               | +9:02,0                                                               |                                                                       |
| 32                                                                    | Lukas Gross                                                           | Niemcy                                                                | 44:46,9                                                               | +10:05,7                                                              |                                                                       |
| 33                                                                    | Damijan Kromar                                                        | Słowenia                                                              | 44:47,2                                                               | +10:06,0                                                              |                                                                       |
| 34                                                                    | Zhang Feng                                                            | Chiny                                                                 | 46:52,7                                                               | +12:11,5                                                              |                                                                       |
| 35                                                                    | Marko Starcevic                                                       | Bośnia i Hercegowina                                                  | 47:41,4                                                               | +13:00,2                                                              |                                                                       |
| 36                                                                    | Batjargal Urtnasan                                                    | Mongolia                                                              | 48:36,3                                                               | +13:55,1                                                              |                                                                       |
| 37                                                                    | Chao Tieqi                                                            | Chiny                                                                 | 48:52,8                                                               | +14:11,6                                                              |                                                                       |
| 38                                                                    | Xu Zhiyan                                                             | Chiny                                                                 | 49:17,3                                                               | +14:36,1                                                              |                                                                       |
| 39                                                                    | Daniel Stoyanov                                                       | Bułgaria                                                              | 49:21,8                                                               | +14:40,6                                                              |                                                                       |
| 40                                                                    | Radostin Kapudjiev                                                    | Bułgaria                                                              | 50:14,9                                                               | +15:33,7                                                              |                                                                       |
| 41                                                                    | Duurenbayar Soninbayar                                                | Mongolia                                                              | 52:25,9                                                               | +17:44,7                                                              |                                                                       |
| 42                                                                    | Milan Gluhowic                                                        | Serbia                                                                | 55:49,7                                                               | +21:08,5                                                              |                                                                       |
| 43                                                                    | Pavle Kuronoski                                                       | Macedonia Północna                                                    | 58:22,7                                                               | +23:41,5                                                              |                                                                       |
| 44                                                                    | Zeidan Yazbek                                                         | Liban                                                                 | 1:07:10,4                                                             | +32:29,2                                                              |                                                                       |
| 45                                                                    | Ali Houssein                                                          | Liban                                                                 | 1:07:13,2                                                             | +32:32,0                                                              |                                                                       |
| 46                                                                    | Ali Aboubaker                                                         | Liban                                                                 | 1:13:23,1                                                             | +38:41,9                                                              |                                                                       |
| -                                                                     | Arbajter Iztok                                                        | Słowenia                                                              | DNS                                                                   | DNS                                                                   | DNS                                                                   |
| -                                                                     | Diego Ruiz                                                            | Hiszpania                                                             | DNS                                                                   | DNS                                                                   | DNS                                                                   |

Źródło Soczi 2017